# 일본-필리핀 관계

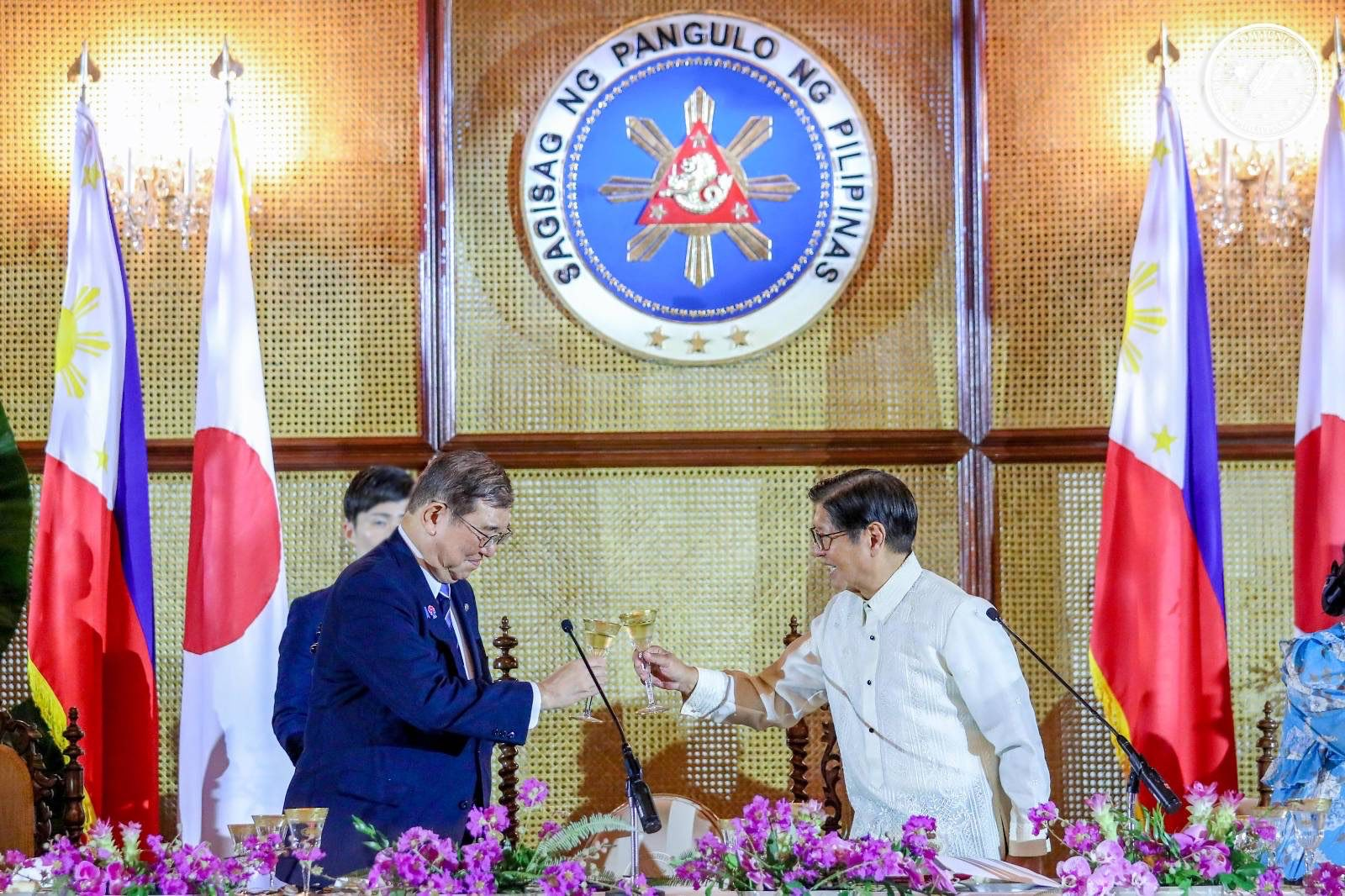
봉봉 마르코스 필리핀 대통령이 2025년 4월 29일 마닐라 말라카냥궁에서 이시바 시게루 일본 총리를 위한 국빈 만찬을 주최한다.

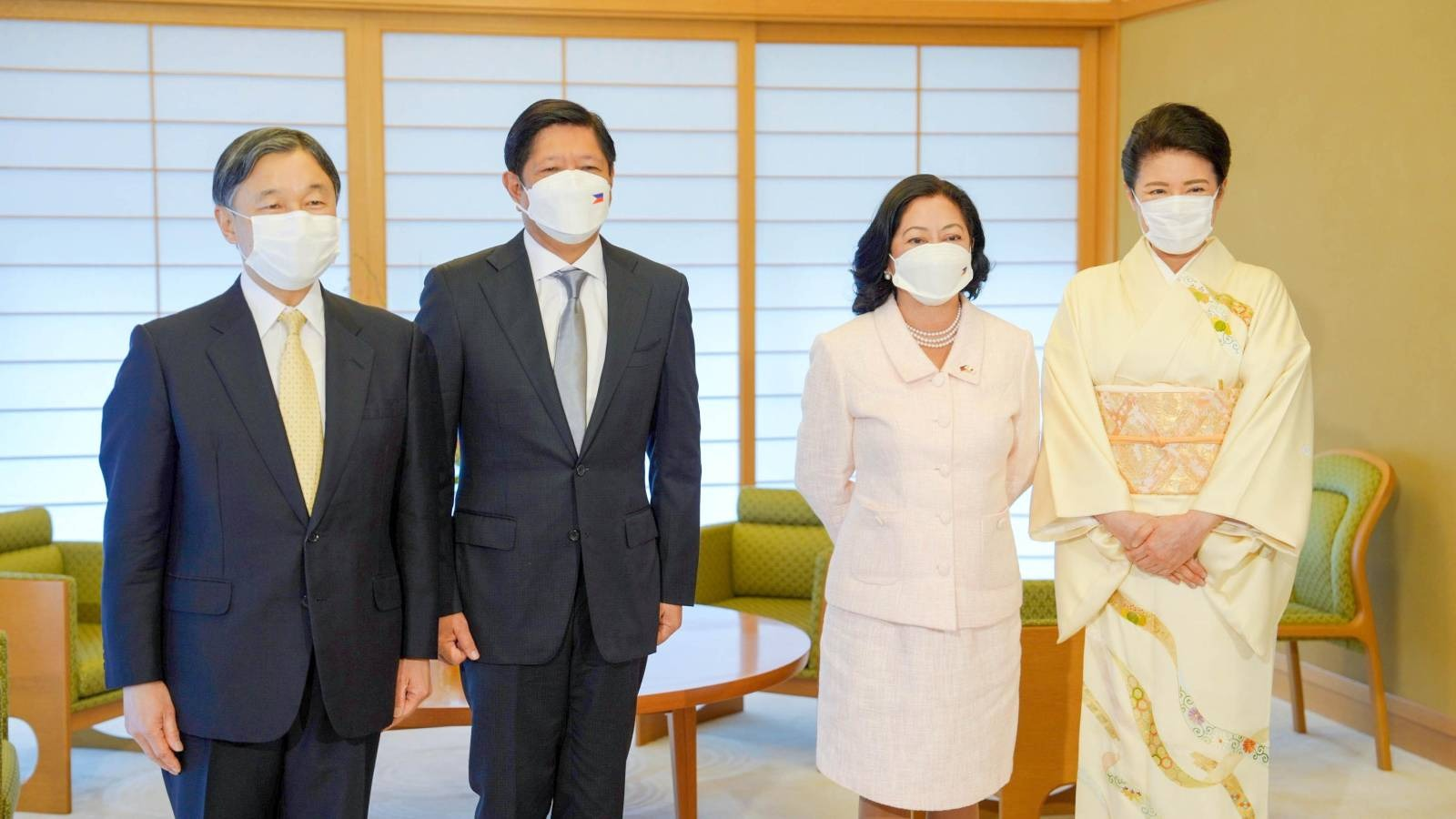
나루히토 일왕과 마사코 황후가 2023년 2월 9일 도쿄 황거에서 봉봉 마르코스 필리핀 대통령 및 리자 아라네타 마르코스 영부인을 만나는 모습

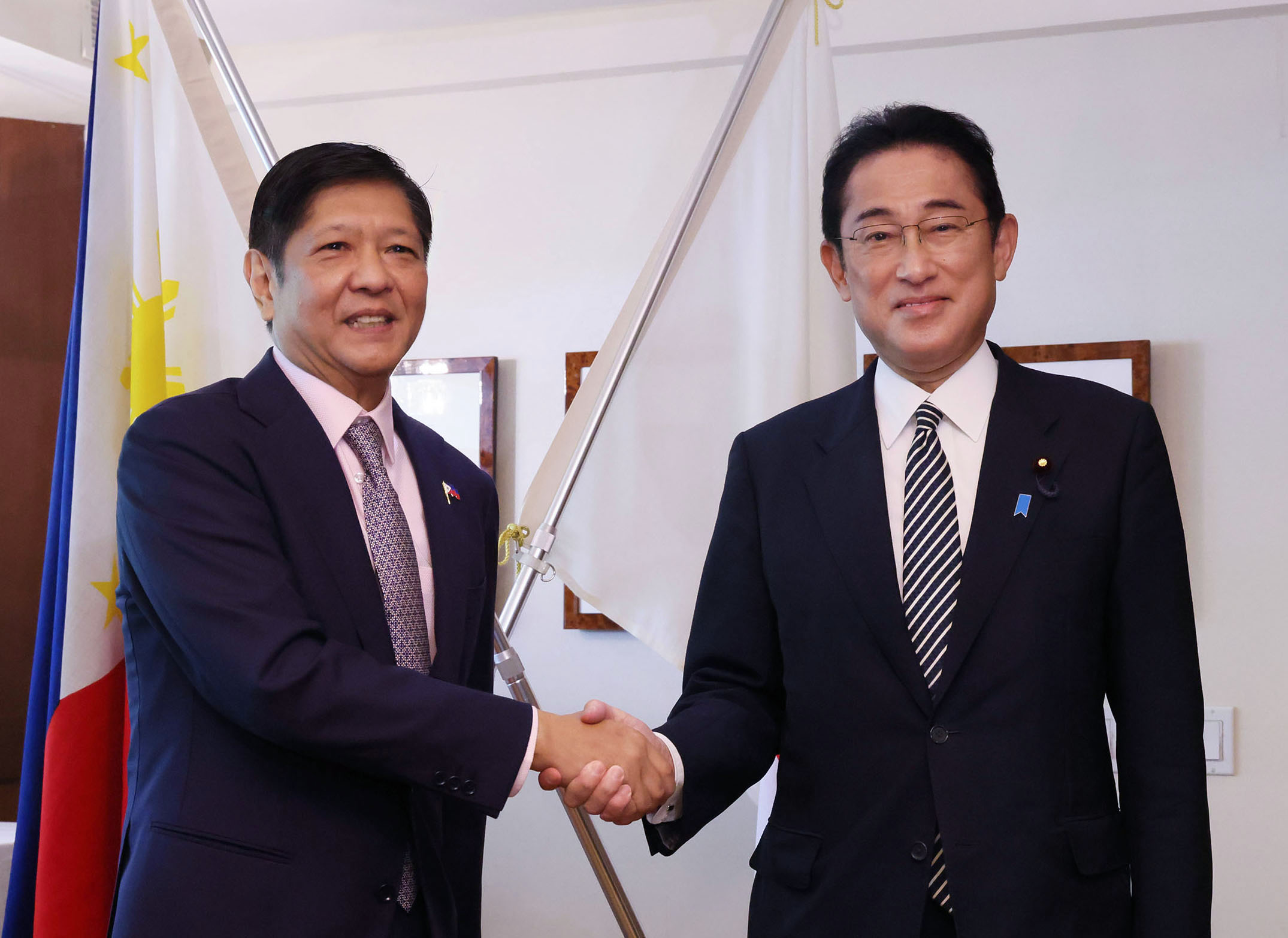
기시다 후미오 일본 총리가 2022년 9월 21일 제10차 포괄적 핵실험 금지 조약(CTBT) 정상회담 고위급 회의 후 봉봉 마르코스 필리핀 대통령과 회담을 가졌다.

일본-필리핀 관계(일본어: 日本とフィリピンの関係; 필리핀어: Ugnayang Hapon at Pilipinas)는 16세기 이전부터 현재까지 이어진다. 2011년 BBC 월드 서비스 여론조사에 따르면 필리핀인의 84%가 일본의 영향력을 긍정적으로 보았고, 12%가 부정적으로 보았으며, 이는 필리핀을 세계에서 가장 친일적인 국가 중 하나로 만들었다.
| 조사 대상국    | 긍정 | 부정 | 중립 | 긍정 − 부정 |
| -------------- | ---- | ---- | ---- | ----------- |
| 중화인민공화국 | 4%   | 90%  | 6    | -86         |
| 대한민국       | 22%  | 77%  | 1    | -55         |
| 파키스탄       | 51%  | 7%   | 42   | 44          |
| 필리핀         | 78%  | 18%  | 4    | 60          |
| 오스트레일리아 | 78%  | 16%  | 6    | 62          |
| 인도네시아     | 79%  | 12%  | 9    | 67          |
| 말레이시아     | 80%  | 6%   | 14   | 74          |

| 조사 대상국       | 긍정 | 부정 | 중립 | 긍정 − 부정 |
| ----------------- | ---- | ---- | ---- | ----------- |
| 중화인민공화국    | 18%  | 71%  | 11   | -53         |
| 멕시코            | 24%  | 34%  | 42   | -10         |
| 파키스탄          | 34%  | 15%  | 51   | 19          |
| 남아프리카 공화국 | 41%  | 17%  | 42   | 24          |
| 인도              | 39%  | 13%  | 48   | 26          |
| 프랑스            | 55%  | 29%  | 16   | 26          |
| 포르투갈          | 43%  | 13%  | 44   | 30          |
| 영국              | 58%  | 26%  | 16   | 32          |
| 독일              | 58%  | 25%  | 17   | 33          |
| 가나              | 55%  | 11%  | 34   | 34          |
| 오스트레일리아    | 60%  | 26%  | 14   | 34          |
| 스페인            | 57%  | 19%  | 24   | 38          |
| 이집트            | 52%  | 14%  | 34   | 38          |
| 케냐              | 61%  | 20%  | 19   | 41          |
| 튀르키예          | 64%  | 21%  | 15   | 43          |
| 대한민국          | 68%  | 20%  | 12   | 48          |
| 이탈리아          | 66%  | 18%  | 16   | 48          |
| 브라질            | 66%  | 16%  | 18   | 50          |
| 나이지리아        | 65%  | 14%  | 21   | 51          |
| 캐나다            | 67%  | 16%  | 17   | 51          |
| 미국              | 69%  | 18%  | 13   | 51          |
| 칠레              | 66%  | 14%  | 20   | 52          |
| 페루              | 64%  | 10%  | 26   | 54          |
| 러시아            | 65%  | 7%   | 28   | 58          |
| 필리핀            | 84%  | 12%  | 4    | 72          |
| 인도네시아        | 85%  | 7%   | 8    | 78          |

## 초기 역사

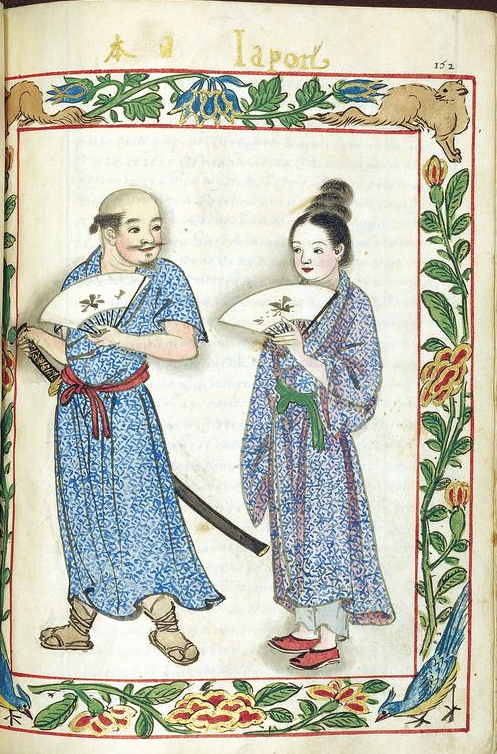
1590년경 필리핀에서 제작된 일본인 삽화 (복서 코덱스)

일본과 필리핀의 초기 관계는 최소 필리핀 역사의 식민지 이전 시기 또는 일본 역사의 무로마치 시대까지 거슬러 올라간다. 필리핀과 대만 출신으로 추정되는 오스트로네시아어족 화자들은 하야토와 구마소로 알려져 있으며 일본으로 이주하여 일본 왕실에서도 복무했다. 이 오스트로네시아인들은 스페인 침략 이전에도, 아메리카 원주민과 오스트로네시아인들이 고구마를 태평양에 전파하는 데 상호 작용했고, 그렇기에 아메리카 원주민 혈통을 가졌을 가능성이 있다. 고구마는 오스트로네시아-아메리카 원주민 간의 연결을 통해 스페인 식민지화 이전에도 일본에 도달했을 수 있다고 보여진다.
루손섬에서 수입된 미시마 야끼도 일본에서 거래되었다. 이들은 특히 일본과의 무역을 통해 루손의 톤도 왕국, 마닐라 왕국, 팡가시난에서 조달되었다. 마찬가지로, 필리핀 원주민들은 1440년 루손 북부에서 일본 상인과 무역업자들에게 피난처를 제공했으며, 1517년에는 마닐라에 20명의 일본 무역업자가 기록되기도 했다. 1580년, 필리핀 원주민들이 일본 선원들을 돕는 동안, 다이후사(Tayfusa)라는 이름의 일본 해적이 루손 북부 카가얀의 일부를 식민화하여 자신의 왕국을 세웠다. 1582년, 스페인인들이 카가얀에 도착하여 자신들을 위해 식민지화했다. 이로 인해 1582년 카가얀 전투가 발발했고, 다이후사의 군대는 추방되었다.
1600년경, 마닐라의 한 지구인 딜라오 지역은 약 3,000명의 필리핀계 일본인 또는 일본계 후손들로 이루어진 일본인 마을이었다. 이 용어는 아마도 그들의 일반적인 얼굴 특징을 묘사하는 타갈로그어 '딜라오(dilaw)'에서 유래했을 것이다. 일본인들은 1593년에 300명에서 400명 사이의 인구로 딜라오에 상당히 일찍 거주지를 설립했다. 1603년 상글레이 반란 (1603년) 중에는 1,500명, 1606년에는 3,000명에 달했다. 16세기와 17세기에는 수천 명의 일본인 무역업자들도 필리핀으로 이주하여 현지인에 동화되었다.

1593년, 마닐라의 스페인 당국은 성 프란치스코회 선교사들을 일본에 파견하는 것을 승인했다. 프란치스코회 수도사 루이스 소텔로는 1600년에서 1608년 사이에 딜라오 거주지를 지원하는 데 관여했다.

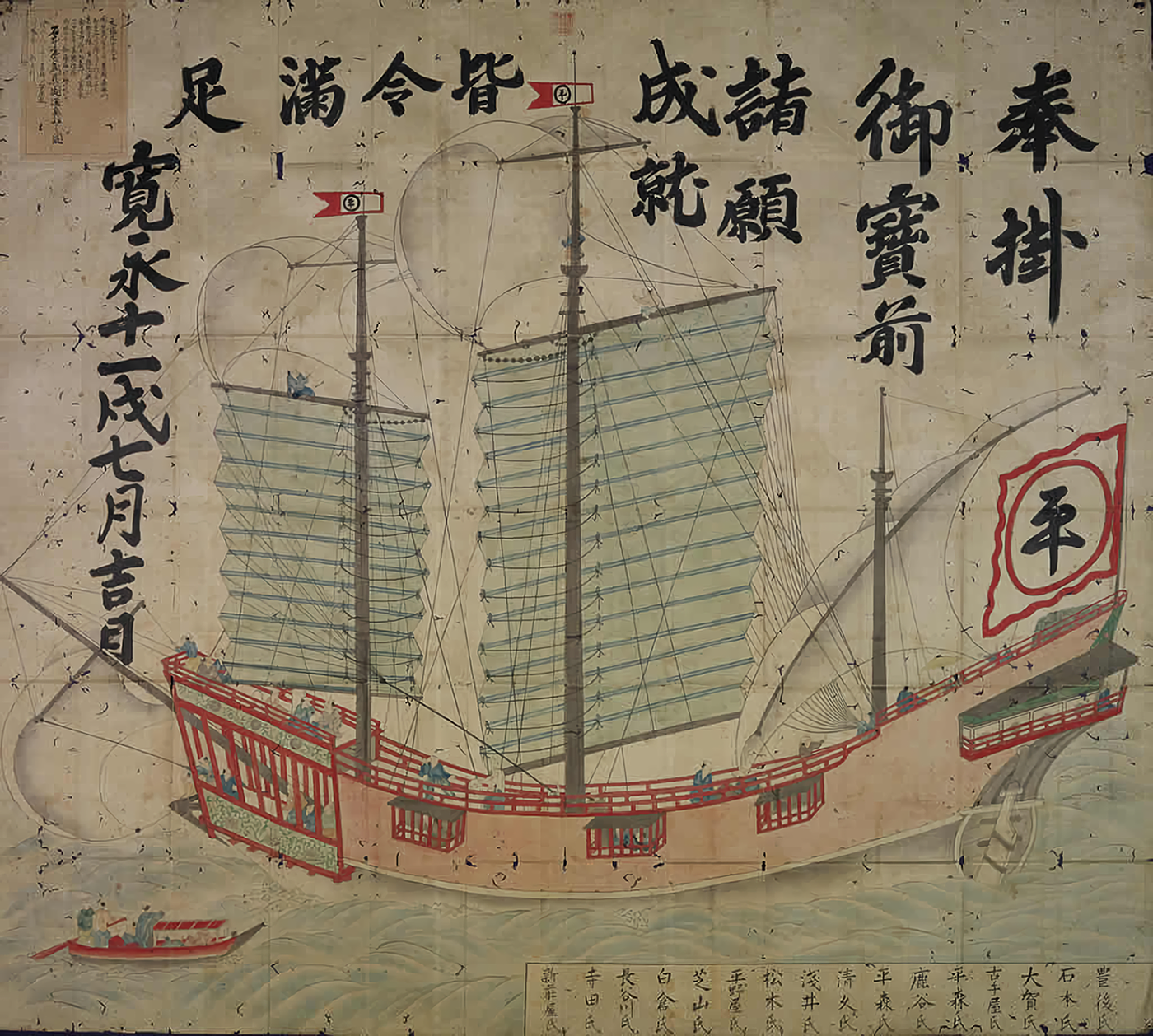
1634년 일본의 슈인선. 도쿄 해군 과학 박물관.

17세기 전반기에는 슈인선 제도를 통해 양국 간에 활발한 공식 무역이 이루어졌다. 1604년부터 1616년 사이에 일본과 필리핀 사이에 30개의 공식 "슈인선" 여권이 발급되었다.
일본인들은 1606년부터 1607년 사이에 딜라오에서 스페인 제국에 대항하여 실패한 반란을 이끌었지만, 도쿠가와 이에야스가 1614년 기독교를 금지할 때까지 그들의 수는 다시 증가하여 다카야마 우콘 휘하의 300명 일본인 기독교 피난민이 필리핀에 정착했다. 1614년 11월 8일, 다카야마 우콘은 300명의 일본 기독교인들과 함께 나가사키에서 조국을 떠났다. 그는 12월 21일 마닐라에 도착하여 스페인 예수회와 현지 필리핀인들의 따뜻한 환영을 받았다. 스페인령 필리핀은 일본 가톨릭 신자들을 보호하기 위해 침략을 통해 일본 정부를 전복시키는 데 도움을 제안했다. 다카야마는 참여를 거부하고 불과 40일 후에 병으로 사망했다. 이 17세기 이민자들은 오늘날 필리핀에 있는 20만 명에 달하는 일본계 필리핀의 조상이다.
필리핀인들이 스페인에 대항하여 일으킨 모의 반란에는 일본 상인과 기독교인들이 관련되었으나, 이러한 시도는 해산되었다. 도요토미 히데요시는 스페인에게 떠나지 않으면 전면적인 일본 침략에 직면할 것이라고 위협했지만, 이는 그의 몰락과 죽음 직전에 한 것이라 큰 의미는 없었다.
17세기(1633년 및 1635년)에 일본은 고립주의(사코쿠) 정책을 수립했고, 양국 간의 접촉은 1854년 일본의 개항 이후까지 단절되었다. 16세기와 17세기에 수천 명의 일본인 무역업자들도 필리핀으로 이주하여 현지 인구에 동화되었다. 1888년, 필리핀의 민족 영웅 호세 리살은 일본에 도착하여 사무라이의 딸인 우스이 세이코(오세이산)와 관계를 맺었다.
2009년, 스미토모 재단이 후원하는 볼존 고고학 프로젝트에 참여한 산 카를로스 대학교와 필리핀 국립 박물관의 일본 및 필리핀 고고학자들은 1700년대 초부터 존재했던 것으로 추정되는 고대 일본 도자기를 발견했다. 그곳에서 발견된 고대 일본 도자기는 일본과 세부주 필리핀 섬 사이에 16세기부터 무역 활동이 있었다는 것을 증명한다.

## 필리핀과 일본 제국

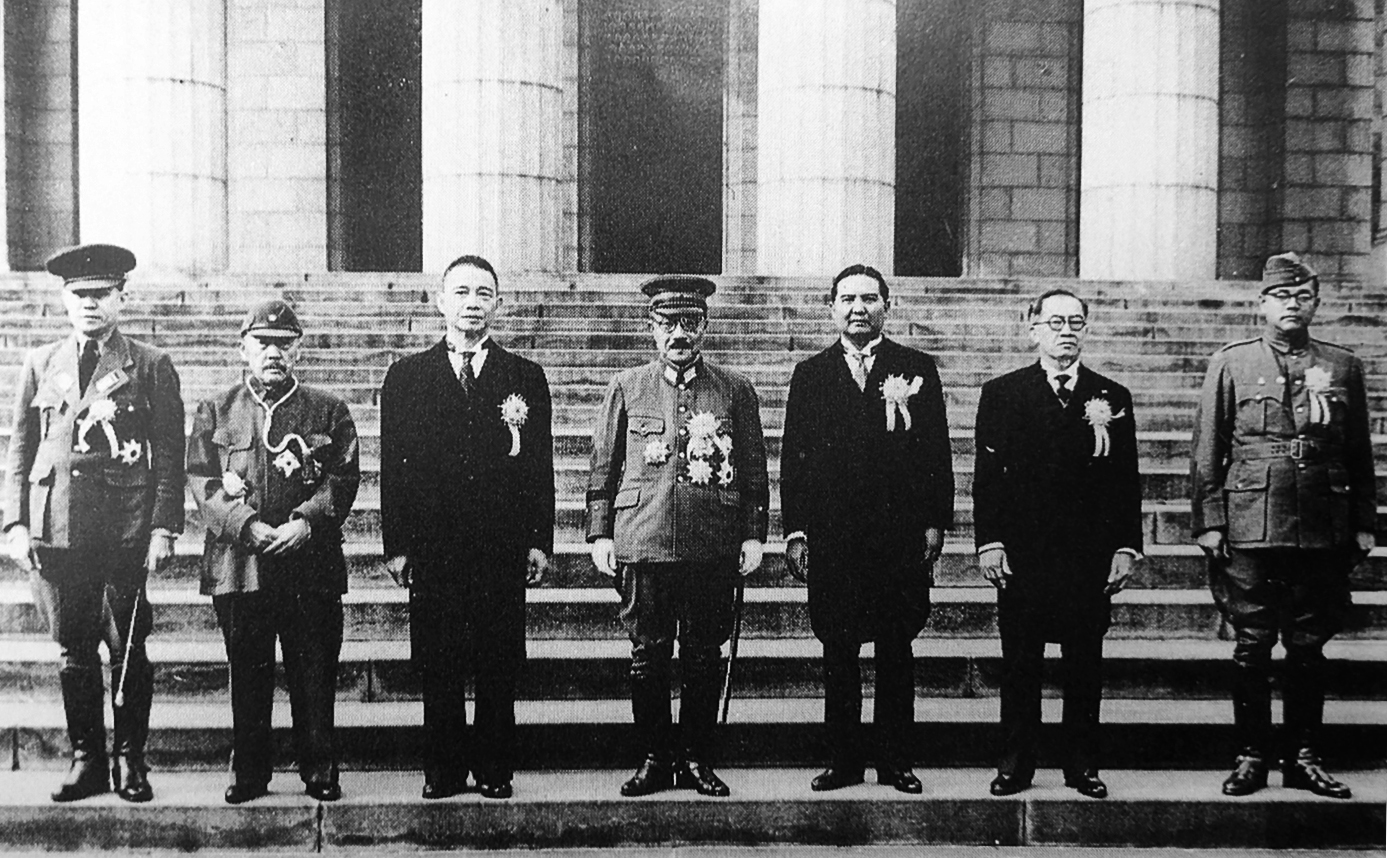
1943년 도쿄에서 열린 대동아회의. 일본 총리 도조 히데키 (왼쪽에서 네 번째)와 필리핀 대통령 호세 라우렐 (오른쪽에서 두 번째) 모두 참석했다.

1875년, 메이지 천황은 일본 제국과 필리핀 간의 정상적인 무역을 재개하기 위해 경제 사절단을 파견했다. 그리고 13년 후, 그는 마닐라에 일본 영사관을 설립하라고 명령했고, 야타베 우메키치(Umekichi Yatabe)가 초대 일본 영사가 되었다.
스페인 외교관 F. E. 레이노소에 따르면, 1894년에 일본은 필리핀을 스페인으로부터 4천만 파운드 스털링에 사겠다고 제안했다. 그러나 레이노소에 따르면 이 제안은 받아들여지지 않았다. 학자 C. E. 러셀에 따르면, 1896년에 스페인이 필리핀 섬을 일본에 3백만 금 달러에 팔겠다고 제안했지만, 이 제안은 거부되었다는 소문이 돌았다.
1896년 스페인 식민 통치에 반대하는 혁명 기간 동안 일부 필리핀 반군(특히 카티푸난)은 일본 정부에 도움을 요청했다. 카티푸난은 1896년 5월에 일본 천황에게 대표를 파견하여 자금과 군사 무기를 요청했다. 봉기의 시작은 일본 전함 곤고의 마닐라 방문과 일치했으며, 지도부는 일본으로부터 무기를 구매하기 위해 함장에게 접근했지만 거래는 성사되지 않았다. 그럼에도 불구하고, 일본 정부의 공식적인 지원은 없었지만, 여전히 스페인에 대항한 필리핀 혁명과 필리핀-미국 전쟁에 참전한 일본 시민들도 있었다.
일본의 메이지 정부는 어떠한 공식적인 지원도 제공할 의사나 능력이 없었다. 그러나 범아시아주의 운동에서 필리핀 독립을 지지하는 일본인들은 자금을 모아 개인적으로 전세 낸 누노비키 마루에 무기를 실어 보냈으나, 배는 목적지에 도달하기 전에 침몰했다. 그러나 일본 정부는 1905년 태프트-가쓰라 밀약으로 비준된 대로 필리핀에 대한 미국의 식민 통치를 공식적으로 묵인했다.
미국 통치 기간 동안 필리핀과 일본의 경제적 유대는 엄청나게 확장되었고 1929년에는 일본이 미국 다음으로 필리핀의 가장 큰 무역 파트너가 되었다. 경제 투자는 주로 상인, 정원사, 매춘부(가라유키상)의 대규모 일본인 이민과 함께 이루어졌다. 당시 다바오에는 2만 명이 넘는 일본계 주민이 거주했다. 바기오에서는 일본인 노동자들이 벵게트 도로(나중에 케논 로드로 개명됨) 건설 인력의 약 22%를 차지하여 바기오는 나중에 상당한 일본인 인구를 가지게 되었다. 1935년까지 일본인 이민자들은 필리핀 소매 무역의 35%를 장악한 것으로 추정되었다. 투자에는 광범위한 농업 보유 및 천연 자원 개발이 포함되었다. 1940년까지 필리핀의 일본 수출품 중 약 40%가 철, 구리, 망간, 크로뮴이었다.
필리핀의 전자 제품 및 가전 제품 수입에 있어서 일본은 중국과 함께 두 번째로 큰 수입국이었으며, 둘 다 미국에 뒤처졌다.
자치령 시대가 도래하자 일본 외무성은 필리핀 주재 대표들과 함께 자치령 설립의 주된 목적이 미국으로부터의 독립을 향한 과도기를 마련하는 것이었으므로, 일본은 필리핀인 대다수가 독립을 달성하기 위해 자신들에게 도움이나 원조를 요청하지 않을 것이라고 평가했다. 더욱이, 필리핀에 대한 일본의 경제적 존재가 현저하게 두드러지면서 필리핀인들이 더욱 경계하게 되었으므로, 필리핀인들과의 진정성과 우정을 확립하는 데 해로울 것이라는 우려가 최고조에 달했다.

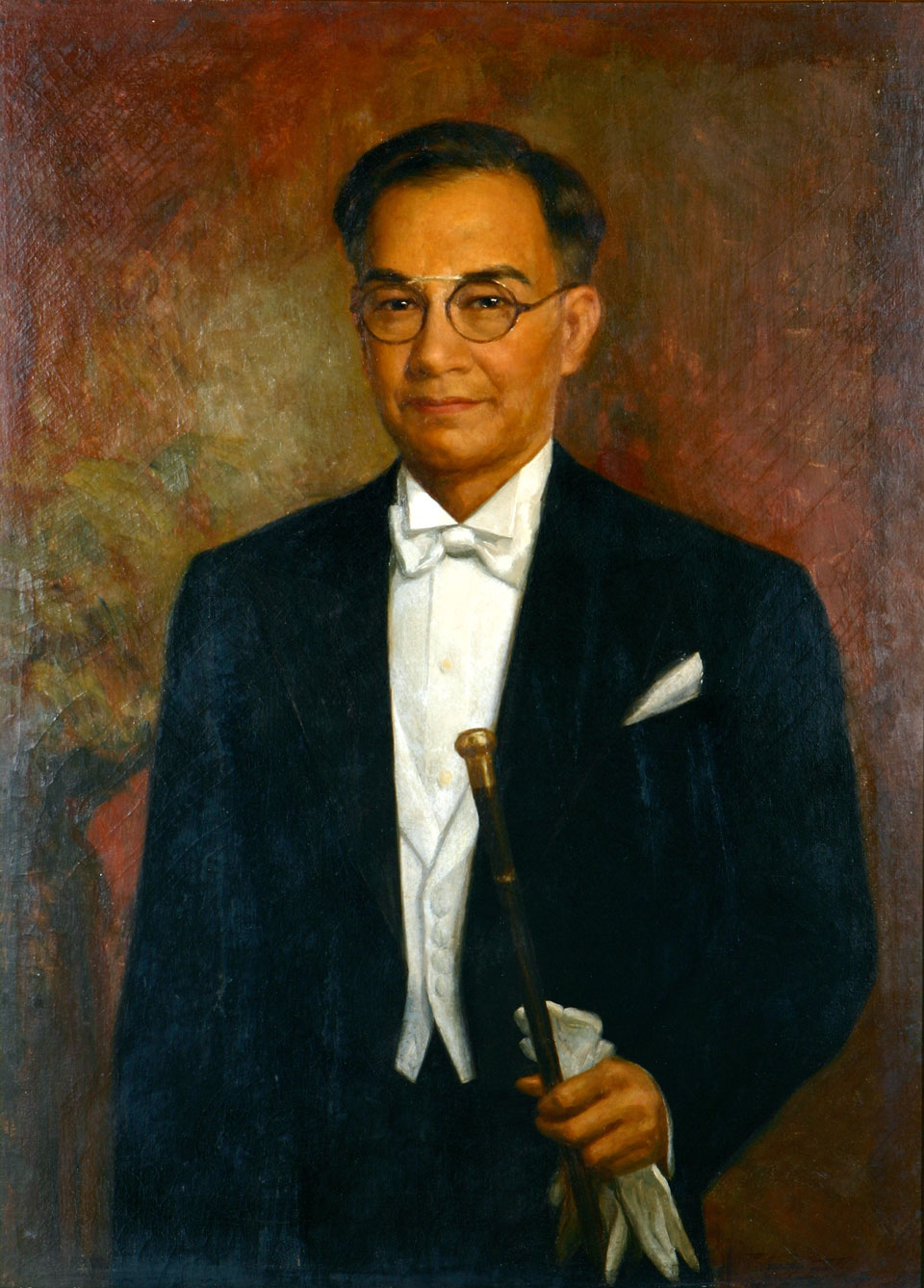
1943년부터 1945년까지 일본 점령 하의 필리핀 제2공화국 대통령이었던 호세 라우렐.

제2차 세계 대전 중, 진주만 공격 직후, 일본군은 필리핀을 침공하여 미국과 필리핀 자치령 군대의 저항을 빠르게 제압했다. 전략적으로 일본은 일본 본토와 동남아시아의 추가 정복 계획에 대한 연합군의 전방 기지 사용을 막기 위해 필리핀이 필요했다. 1943년, 필리핀 제2공화국이라는 괴뢰 정부가 수립되었으나, 주로 일본 제국 육군이 필리핀 민간인에게 가한 잔혹한 행위로 인해 대중의 지지를 거의 얻지 못했다. 일본 점령 기간 동안, 그리고 이후 미국과 필리핀의 재침공 중 벌어진 전투에서 약 100만 명의 필리핀인이 사망하여 반일 감정이 오래 지속되었다. 1,000명이 넘는 필리핀인 "위안부"들이 점령 기간 동안 일본에 의해 강제로 성노예 캠프에서 복무하도록 끌려갔으며, 이들 중에는 어머니, 소녀, 그리고 동성애자 남성들이 포함되었다.

일본의 의도적인 방화와 가미카제 전술, 미국의 폭격으로 인해 전국 수백 곳의 유산 도시와 마을이 폐허가 되었다. 유일하게 비간이라는 유산 마을만 살아남았다. 일본 제국 정부는 필리핀 유산 마을과 도시의 복원에 대해 어떠한 보상도 하지 않았으며, 미국은 마닐라와 바기오 두 도시에만 최소한의 자금을 지원했다. 전쟁 후 10년이 지나도록 필리핀의 유산 경관은 황폐한 경제, 자금 부족, 당시 문화 전문가 부족으로 인해 복원되지 못했다. 유산 지역은 사실상 낡은 판잣집과 값싼 합판이나 아연 도금 철을 지붕으로 한 시멘트 집으로 대체되었다. 전쟁 후 몇 년 뒤 발표된 미국의 분석에 따르면, 미군 사상자는 전사자 10,380명, 부상자 36,550명이었다. 일본군 전사자는 255,795명이었다. 반면 필리핀인 사망자는 공식적으로 집계되지 않았지만, 당시 전국 인구의 경이로운 비율인 100만 명 이상으로 추정되었다. 필리핀 인구는 전쟁 이전 필리핀이 역설적으로 일본 다음으로 아시아에서 두 번째로 부유했던 국가였던 시절과 달리 질병 확산과 기본적인 생활 필수품 부족으로 인해 향후 5년 동안 계속 감소했다.

## 전후 관계

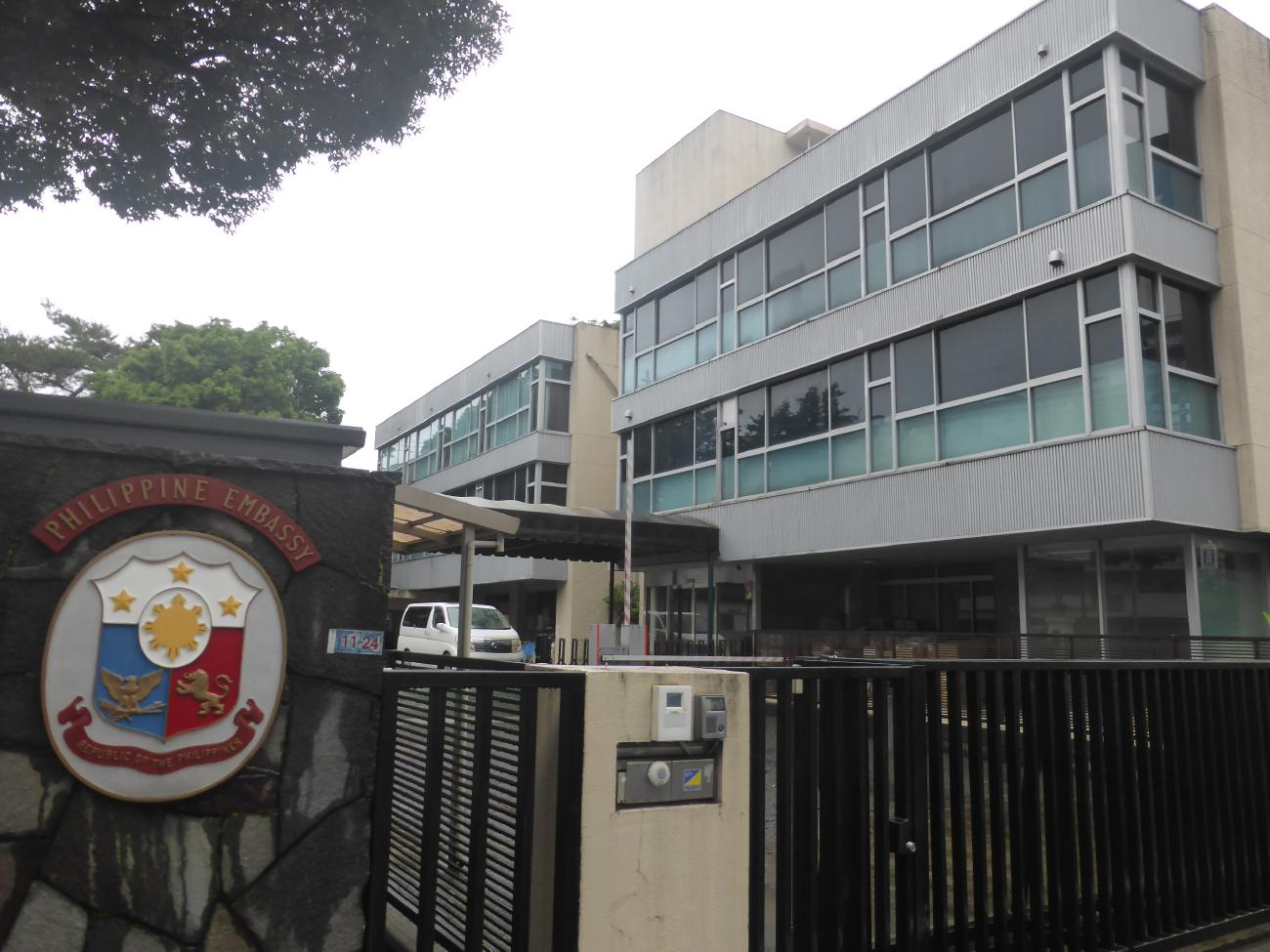
주일본 필리핀 대사관

필리핀은 1946년에 독립을 승인받았고, 1951년 일본과 샌프란시스코 강화 조약의 서명국이었다. 양국은 공식적인 외교 관계를 수립하기 전에 전후 배상금에 대해 길고 지난한 과정을 겪었다. 일본의 항복문서에 상세히 설명된 바와 같이, 일본 천황과 일본 정부의 권한은 연합군 최고사령관(SCAP) 더글러스 맥아더에게 종속되었다. 극동위원회(FEC)도 창설되었다. 이는 점령된 일본의 정책을 수립하는 임무를 맡은 연합국 구성원들로 구성된 기관이었고, 이 정책은 SCAP에 의해 시행될 예정이었다. 카를로스 P. 로물로가 이 기관에서 필리핀을 대표했다.
일본은 여러 국가와 전후 배상금 협상에 들어갔다. 미국의 정책은 일본이 상품 또는 기존 자본 설비 및 시설 형태로 배상금을 지불하도록 하는 것이었다. 미 국무부에 따르면, 이는 일본이 점령군이나 평화로운 일본 경제에 필요하지 않은 군사 해체 과정을 계속할 수 있도록 보장하기 위한 것이었다. 미국은 배상금 정책에 초점을 맞출 연합국 배상위원회 구성을 추진했다. 그러나 이는 만주, 사할린섬 및 쿠릴 열도와 같은 분쟁 지역을 포함했기 때문에 당시 소련은 거부권을 행사했다. 1947년, 미국은 다시 4개국에 대한 조기 배상금 지급에 초점을 맞출 사전 배상금 이전 프로그램(Advance Reparations Transfer Program)을 추진했으며, 이들 국가들은 일본 제국에 대한 입장과 미국에 대한 지원을 고려하여 선택되었다. 이들 국가는 필리핀, 중화인민공화국, 네덜란드(인도네시아 대표), 그리고 영국(버마 및 말레이시아 대표)이었다.
냉전 기간 중 그리스와 튀르키예 내 공산주의가 확산되면서 배상금 논의는 급작스럽게 전환되었다. 이는 전 세계적으로 공산주의 확산을 막기 위한 봉쇄 정책을 추진하려는 미국의 움직임을 촉발했다. 봉쇄 정책의 옹호자 중 한 명인 조지 케넌은 아시아에서 공산주의에 맞서 미국을 가장 잘 지원하기 위해 일본의 산업 및 군사 역량을 즉시 재건해야 한다고 제안했다. 이는 배상금에 대한 미국의 초기 입장과 상반되었으나, 마오쩌둥이 중화인민공화국을 장악하고 6.25 전쟁이 발발하자 일본은 위협에 직접 노출되었다.
미국은 일본의 산업 역량을 평가하기 위해 조사단을 파견했고 케넌의 제안에 동의했다. 미국은 사전 배상금 이전 프로그램(Advance Reparations Transfer Program)을 종료했는데, 이에 대해 필리핀은 로물로와 펠리노 네리 외교부 차관을 통해 반대했다. 관련 국가들도 평화 조약을 위해 노력하기 시작했다. 로물로와 네리는 필리핀이 공산주의의 위협을 인식하고 있으며, 필리핀 자체도 반군 활동에 직면해 있다는 입장을 밝혔다. 그들은 또한 일본이 협상에 적극적으로 참여할 수 있도록 평화 조약을 환영한다고 밝혔다. 그러나 그들은 배상금에 대한 우려를 다시 표명했다. 1951년 샌프란시스코 강화 조약이 체결될 때 로물로는 "우리가 원하는 형태와 방식으로 배상금을 제공하지 못한다"고 한탄했다. 그러나 그는 필리핀이 서명하지 않는 것이 훨씬 더 해로울 것이므로 여전히 올바른 방향으로 나아가는 단계라고 인정했다. 더욱이 그는 요시다 시게루 일본 총리가 "일본이 필리핀에 끼친 손해를 복구하기 위해 인간적으로 가능한 모든 것을 다할 것"이라고 "엄숙히 서약했다"며 낙관적인 태도를 보였다.
1954년, 일본 정부는 일본 문부과학성이 관리하는 장학금 제도를 통해 필리핀인들을 자국에서 유학하도록 유인하거나 초청하기 시작했다. 이론적으로 이 초청을 이용하는 학생들은 필리핀의 회복을 돕거나, 다른 관점에서 국가의 경제 발전에 기여할 사람들이어야 했다. 1985년에야 일본 문부과학성은 기술 대학에서 학업을 추구하려는 사람들에게, 그리고 3년 후에는 직업 과정을 추구하려는 사람들에게 장학금을 제공했다.
외교 관계는 1956년 전쟁배상금 협정이 최종적으로 체결되면서 정상화 및 재수립되었다. 1956년 가격 기준으로 총 1980억 일본 엔 또는 5억 5천만 미국 달러, 즉 2025년 가격으로 62억 2천만 미국 달러에 해당하는 금액이 일본에 의해 필리핀에 전쟁 배상금으로 지급되었으며, 이후 배상금 협정은 종료되었다. 1950년대 말까지 일본 기업과 개인 투자자들은 필리핀으로 돌아오기 시작했다. 일본과 필리핀은 1960년에 우호 통상 항해 조약을 체결했지만, 이 조약은 1973년까지 발효되지 않았다.

## 첫 번째 마르코스 행정부 시절 관계

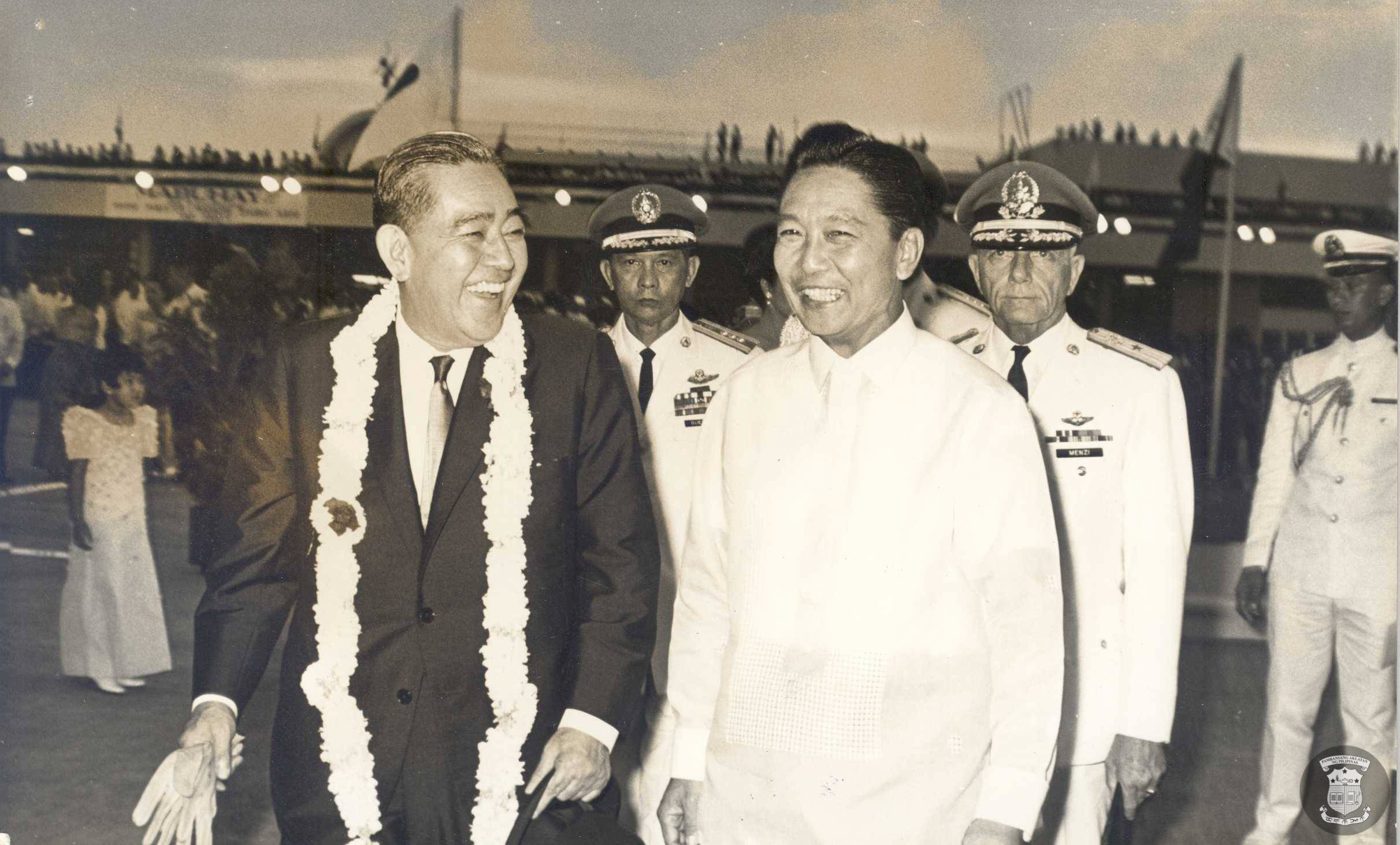
사토 에이사쿠 일본 총리와 페르디난드 마르코스 필리핀 대통령, 1967년 10월 18일

쇼와 천황은 마르코스 대통령이 일본을 국빈 방문한 1966년 9월에 페르디난드 마르코스 대통령을 만났다 — 마르코스 대통령의 당선 1년 후이자 마르코스 대통령이 계엄령을 선포하기 약 6년 전이었다. 1966년 12월, 다케우치 하루미(Harumi Takeuchi) 일본 대사와 마르코스 대통령은 마리키나 리살주 파랑 지역을 방문하여 코티지 산업 기술 센터 건설을 위한 주춧돌을 놓았다. 이 센터는 양국 간 성공적으로 실현된 첫 번째 공동 프로젝트로 간주되며, 마르코스 대통령은 주춧돌 놓기 의식이 "새로운 협력 시대의 시작"을 알리는 것이라고 말했다. 1967년 10월, 사토 에이사쿠 총리는 동남아시아, 오스트레일리아, 뉴질랜드 순방의 일환으로 필리핀을 방문했다.
1972년, 마르코스는 계엄하에 필리핀 입법부를 폐지하고 독재 통치의 일환으로 입법권을 장악했다. 그는 다나카 가쿠에이 일본 내각총리대신의 방문 10일 전에 우호, 통상 및 항해 조약을 비준했다.
1975년까지 일본은 필리핀의 주요 투자원으로서 미국을 대체했다. 이 시기에 마르코스 행정부가 추진한 프로젝트에는 산후아니코 대교 건설과 열대 의학 연구소가 포함된 필리핀-일본 우호 고속도로가 있다. 그러나 이들 프로젝트 중 다수는 나중에 마르코스 행정부의 부패 관행을 부추기는 데 기여했다는 비판을 받았으며, 이는 1986년의 마르코스 의혹(マルコス疑惑)으로 알려지게 되었다.
마르코스 정권 하에서 벌목은 필리핀 경제에서 점점 더 중요한 역할을 하게 되었다. 정부는 일본의 급속한 경제 성장기 동안 목재 수요가 급증함에 따라 일본으로의 벌목 수출을 장려했으며, 외채 상환 압력도 있었다. 산림 자원은 위장 회사에 의해 착취되었고 재조림은 거의 이루어지지 않았다. 일본 목재 상인들은 지속 불가능한 원천에서 대량의 저렴한 목재를 구매하여 산림 벌채를 가속화했다. 목재 생산량은 1960년 6.3백만 세제곱미터 (220×106 cu ft)에서 1968년과 1975년 사이에 평균 10.5백만 세제곱미터 (370×106 cu ft)로 증가했으며, 1975년에는 15백만 세제곱미터 (530×106 cu ft)를 초과하여 최고치를 기록한 후 1987년에는 약 4백만 세제곱미터 (140×106 cu ft)로 감소했다. 1970년대와 1980년대에는 필리핀 산림의 평균 2.5%가 매년 사라졌는데, 이는 전 세계 산림 벌채율의 세 배에 달했다.

### 일본 ODA 스캔들
피플 파워 혁명 이후 1986년 2월 마르코스 부부가 미국 하와이주로 망명했을 때, 미국 당국은 그들이 가져온 서류를 압수했다. 압수된 문서는 1970년대부터 마르코스와 그의 측근들이 약 50개 일본 건설업체로부터 해외 경제 협력 기금 대출금의 10~15%를 수수료로 받았음을 드러냈다.
이러한 폭로는 마르코스 의혹 (マルコス疑惑), 즉 "마르코스 스캔들"로 알려지게 되었고, 이어진 코라손 아키노와 피델 V. 라모스 대통령 행정부에서 다루어져야 했다. 일본 정부는 사업 부문과 양국 관계에 영향을 미칠 것이므로 필리핀 정부에 이 문제를 축소해 달라고 조용히 요청했다.
마르코스 스캔들로부터 얻은 교훈은 일본이 1992년 ODA 헌장을 제정한 이유 중 하나였다.

## 1986년 이후

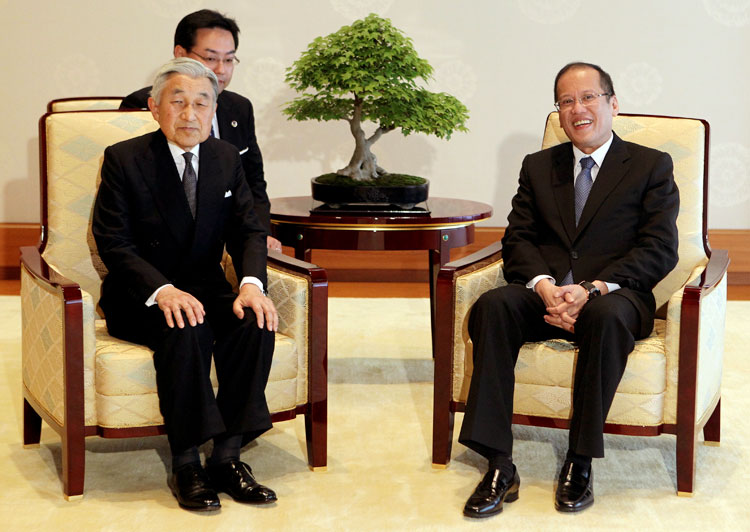
베니그노 아키노 3세 대통령과 아키히토 일본 천황 (2011년 도쿄에서)

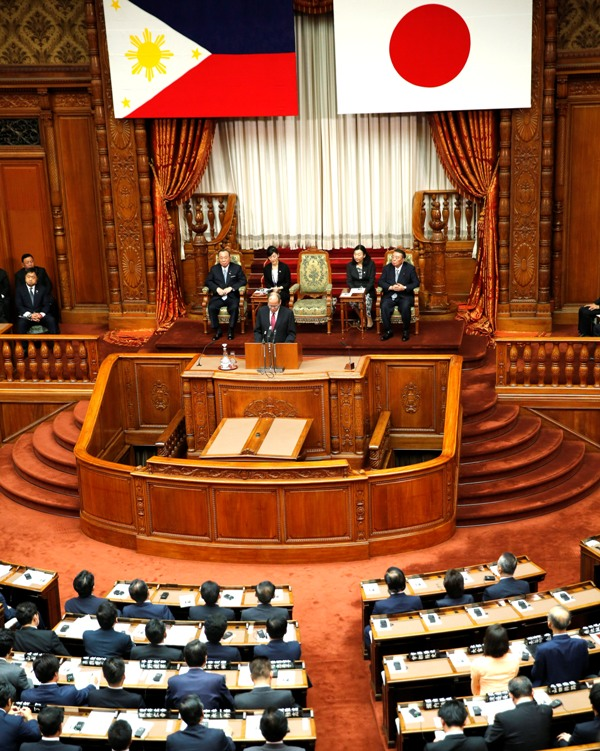
베니그노 아키노 3세 필리핀 대통령이 2015년 6월 3일 도쿄 일본 국회 합동 회의에서 연설하고 있다.

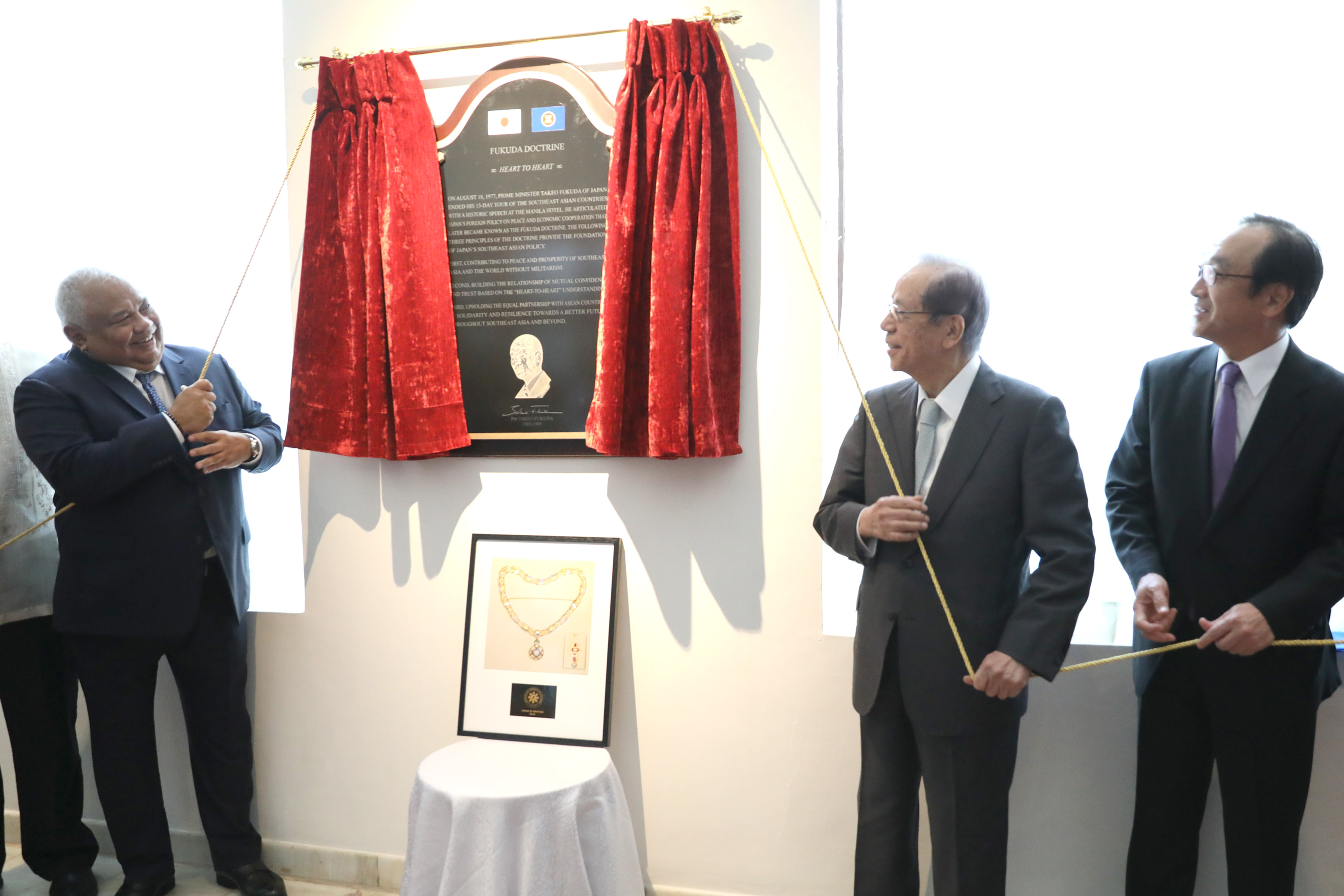
2018년 10월 1일 필리핀 마닐라 호텔에서 후쿠다 독트린 제정 기념 표지판 제막식. 후쿠다 독트린은 비군사화와 동남아시아 국가들과의 관계 강화를 목표로 하는 일본의 정책이다.

일본은 1980년대에도 주요 개발 자금, 무역, 투자, 관광의 원천으로 남아 있었으며, 양국 간에는 외교 정책 분쟁이 거의 없었다.

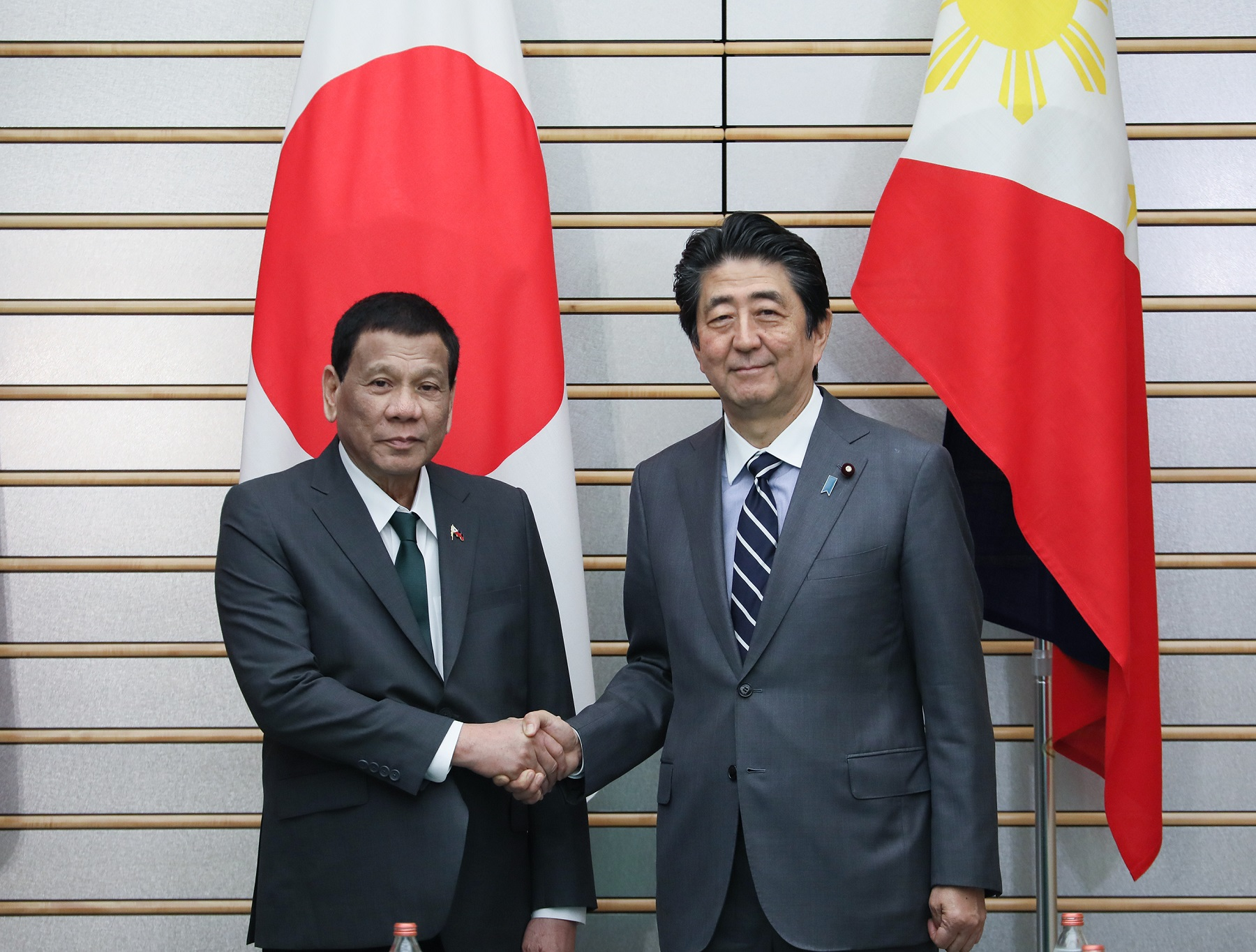
로드리고 두테르테 필리핀 대통령과 아베 신조 일본 총리, 2019년 5월 31일

코라손 아키노 필리핀 대통령의 행정부가 피플 파워 혁명의 결과로 수립되었을 때, 일본은 새로운 필리핀 정부에 지지를 표명한 첫 번째 국가 중 하나였다.
코라손 아키노 필리핀 대통령은 1986년 11월 일본을 방문하여 쇼와 천황을 만났고, 천황은 제2차 세계 대전 중 일본이 저지른 잘못에 대해 사과했다. 이 방문 기간 동안 새로운 해외 원조 협정도 체결되었다. 아키노는 1989년 쇼와 천황의 장례식과 1990년 아키히토 천황 즉위식에 참석하기 위해 일본을 다시 방문했다.
필리핀 상원이 필리핀 내 미군 기지 주둔을 허용하는 조약 연장에 대해 투표한 것과 관련하여, 일본은 방위 조약 연장에 찬성했다. 실제로 고토 도시오 대사, 나카야마 다로 외무대신, 가이후 도시키 총리 등 일부 일본 관리들은 연장 반대 투표에 대해 공개적으로 반대 의사를 표명했다. 그러나 필리핀 상원은 아키노 첫 행정부가 이 문제에 대한 국민 투표까지 요구하며 연장을 위해 광범위한 로비를 벌였음에도 불구하고 방위 조약 연장을 부결시켰다.
1998년, 24만 6천 명의 필리핀인이 일본에 거주했다.
필리핀에서 대부분의 미군이 철수했을 때에도 빌 클린턴 미국 대통령이 1993년 11월 21일 피델 V. 라모스 필리핀 대통령의 워싱턴 방문 시 확언했듯이 미국과 필리핀 간의 관계는 강력하게 유지되었다. 마찬가지로 필리핀-일본 관계도 강화되었으며, 일본이 미국이 남긴 공백을 채웠다. 라모스는 대통령이 되기 전에도 코라손 아키노 행정부의 국방장관으로서 일본 방위성과 국방 관계 개선에 대해 논의했다.

1993년 라모스 대통령과의 회담에서 미야자와 기이치 일본 총리는 제2차 세계 대전 중 필리핀과 그 국민들에게 저지른 자국의 전쟁 범죄에 대해 다시 사과하고 이 문제를 해결할 최선의 방법을 고려하겠다고 재차 밝혔다. 라모스 행정부 또한 독일과 함께 일본이 유엔 안전 보장 이사회 상임이사국이 되려는 노력을 지지했다.
일본은 또한 필리핀에 대한 최대 원조 공여국이 되었으며, 그 다음은 미국과 독일이었다. 일본은 또한 필리핀이 1990년 루손 지진과 1991년 피나투보 화산 폭발로 피해를 입은 후 가장 많은 국제 원조를 제공했다.
2009년 일본은 제2차 세계 대전 중 일본군의 유골을 본국으로 송환하는 NGO를 지원했다. 이 NGO는 일본인 유골 몇 구와 함께 원주민 필리핀 조상의 수많은 유골을 본국으로 송환하여 필리핀에서 항의를 불러일으켰다. 일본은 이후 유골 송환 프로그램에 대한 지원을 중단했지만, 원주민 필리핀인들의 유해는 도난당한 조상 공동체로 다시 보내지지 않았다.
최근 양국 간의 전략적 관계는 강력했다. 일본은 필리핀 이슬람 반군 문제 해결을 지지한다.
2013년, 일본은 필리핀 해안경비대에 1,100만 미국 달러 상당의 선박 10척을 기증할 것이라고 발표했다. 일본과 필리핀은 중국의 영토 주장에 대한 증가하는 독단성에 대해 "상호 우려"를 공유한다.
2015년 11월, 베니그노 아키노 3세 대통령 하의 필리핀 정부와 일본 국제협력기구 (JICA)는 JICA가 필리핀 마닐라의 투투반역에서 불라칸주 말롤로스까지 철도 시스템 건설 자금의 일부를 지원하기 위한 20억 달러 규모의 대출 협약을 체결했는데, 이는 필리핀 최대의 철도 시스템이 될 예정이다. 필리핀 재무부에 따르면, 이 협약은 JICA가 "단일 프로젝트에 대해 어떤 국가에든 제공한 역대 최대 규모의 지원"이었다.
2016년 2월 29일, 일본은 필리핀에 방위 장비를 공급하는 협정을 체결했다. 이 협정은 방위 장비 및 기술 공급의 틀을 제공하며 양국이 공동 연구 개발 프로젝트를 수행할 수 있게 한다. 2016년 4월 3일, 일본 훈련 잠수함 JS 오야시오(Oyashio)가 구축함 JS 아리아케(Ariake) 및 JS 세토기리(Setogiri)와 함께 수비크만의 알라바 부두에 3일간의 친선 방문을 위해 입항했다. 2016년 5월 초, 마르 로하스가 대통령에 당선될 경우 일본-필리핀 상호 방위 조약 추진 계획이 그의 최우선 외교 정책 목표로 발표되었다. 그러나 5월 10일 대통령 선거 결과 로드리고 두테르테가 승리했다. 2016년 10월, 두테르테의 첫 일본 공식 방문 시 국방 조약에 대한 회담이 '논의될 수 있다'고 정부가 밝히면서 국방 조약에 대한 기대가 되살아났다. 그러나 두테르테가 중국과 동맹을 맺기로 결정한 후 방문은 회담 없이 끝났다.
2017년, 필리핀 및 기타 국가의 시민 단체들은 “위안부들의 목소리”를 유네스코 세계기록유산으로 등재하기 위해 협력했다. 그러나 이 등재는 일본에 의해 저지되었다. 같은 해, 필리핀 생존 위안부들과 그 지지자들은 필리핀의 수도인 마닐라에 눈가리개 위안부 동상을 건립했다. 2018년 4월까지 두테르테는 이 동상이 자유로운 표현의 일부라고 말했지만, 일본이 항의한 후 위안부 동상은 수도에서 철거되었다. 동상은 바클라란 교회 앞에 다시 설치될 예정이었으나, 도난당한 것으로 알려졌다.
2023년 2월 10일, 기시다 후미오 신임 총리는 봉봉 마르코스 신임 대통령과 함께 양국 간 여러 국방 협정과 투자 협정을 체결하는 것을 감독했다. 마르코스 대통령은 또한 미국 및 일본과의 삼자 국방 회담 개설을 고려하고 있다고 발표했다. 필리핀과 일본은 2024년 7월 획기적인 군사 협정인 원활화 협정을 체결하여 중국과의 긴장이 고조되는 가운데 양국 군대 상호 배치 허용으로 국방 관계에서 전례 없는 최고 수준을 달성했다. 엔리케 마날로는 강화된 파트너십을 강조했으며, 양국은 남중국해에서의 중국의 행동에 우려를 표명했다. 의회 비준을 앞둔 이 협정은 군사 협력 및 재난 대응을 용이하게 하는 것을 목표로 했다.
2024년 12월 16일, 원활화 협정이 필리핀 상원(결의안 제1248호)에서 만장일치로 비준되었다.
2025년 7월 6일, 요미우리 신문은 일본 해군이 남중국해의 영토 분쟁으로 인해 필리핀 해군을 강화하기 위해 6척의 퇴역 아부쿠마급 호위구축함을 필리핀군에 수출할 것이라고 보도했다.

## 필리핀에 대한 일본의 공적 개발 원조 (ODA)
일본은 2001년부터 필리핀에 대한 최대 양자 공적 개발 원조(ODA) 공여국이었으며, 2021년 기준 필리핀 전체 양자 대출 포트폴리오의 72%를 차지했다.

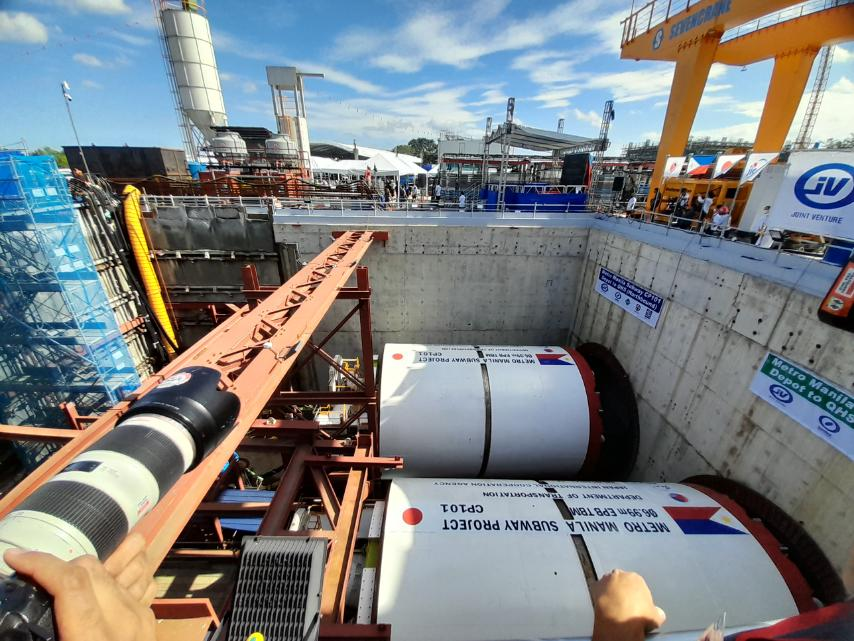
메트로 마닐라 지하철 건설에 사용된 터널 보링 머신. 이 프로젝트는 주로 일본 국제협력기구(JICA)의 자금 지원을 받았다.

일본은 프로젝트 형태의 ODA의 경우 일본 국제협력기구 (JICA)를 통해, 비프로젝트 무상 원조의 경우 주필리핀 일본 대사관을 통해 직접 필리핀에 공적 개발 원조를 제공한다.(p. 13)
일본은 2025년 6월 초 싱가포르에서 열린 나카타니 겐 국방장관과 길베르토 테오도로 필리핀 국방장관 간의 고위급 회담에서 퇴역한 6척의 아부쿠마급 호위구축함을 필리핀 해군에 양도하기로 결정했다.
이 결정은 일본이 수십 년 만에 처음으로 대규모 군함을 수출하는 것으로, 중국과의 지역 해양 긴장이 고조되는 가운데 안보 파트너십을 심화시키겠다는 신호이다. 이 계획은 2025년 여름 필리핀 해군 팀의 검사를 포함하며, 그 후 양도에 대한 최종 승인이 결정될 것이다.

## 같이 보기
- 일본의 필리핀 점령
- 재일 필리핀인
- 다카야마 우콘
- 도밍고 시아존
- 마르코스 스캔들
- 태프트-가쓰라 밀약
- 디와타 (위성)

## 문헌
- Ikehata, Setsuho and Lydia Yu-Jose, eds. Philippines-Japan Relations ( Ateneo De Manila University Press, 2003) .
- Tana, Maria Thaemar, and Yusuke Takagi. "Japan's foreign relations with the Philippines: A case of evolving Japan in Asia." in James D.J. Brown and Jeff Kingston, eds. Japan's Foreign Relations in Asia (Routledge, 2018) pp. 312–328.
- Trinidad, Dennis D. "Domestic Factors and Strategic Partnership: Redefining Philippines‐Japan Relations in the 21st Century." Asian Politics & Policy 9.4 (2017): 613–635. online
- Samonte, Elena (1991). 《Philippine-Japan national perceptions from the 1900s to the present: A socio-psychological analysis》 (PDF). 《Asian Studies》 29 (Asian Center, 필리핀 대학교 딜리만).
- Trinidad, Dennis D. "Towards strategic partnership: Philippines–Japan relations after seventy years." in Mark R. Thompson, Eric Vincent C. Batalla, eds. Routledge Handbook of the Contemporary Philippines (Routledge, 2018) pp. 186–196.
- Yu-Jose, Lydia N. "World War II and the Japanese in the prewar Philippines." Journal of Southeast Asian Studies 27#1 (1996): 64–81. Online